# Afișaj cu șapte segmente

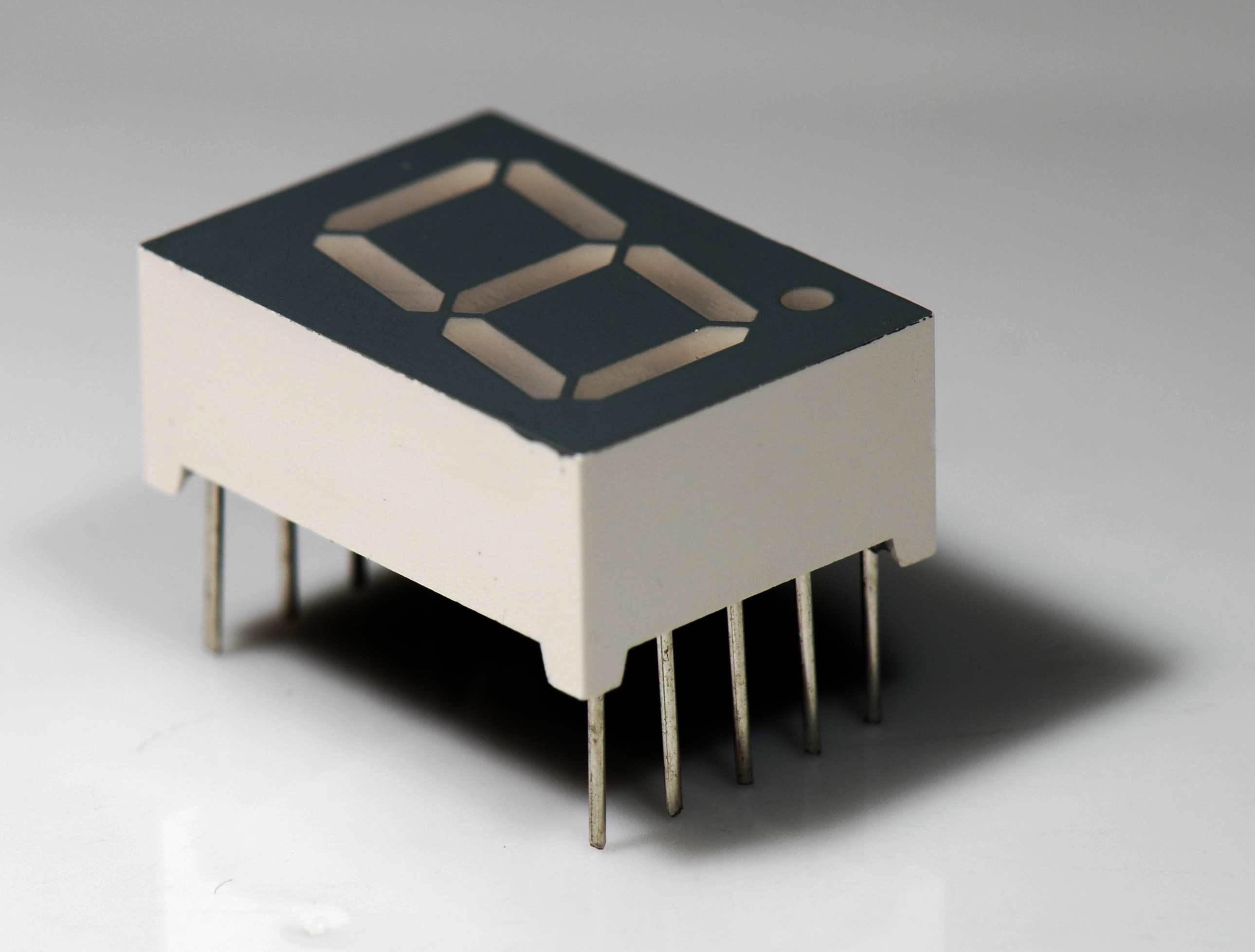
Un element de afișare de tip LED cu 7 segmente și punct zecimal.

Un afișaj cu șapte segmente este un dispozitiv electronic care permite afișarea  numerelor zecimale (sau hexazecimale) printr-o combinație de șapte segmente independente, dispuse într-un model dreptunghiular pentru a reprezenta cu o grafică simplificată cifrele de la 0 la 9.  Cele 7 segmente formează un „digit”, adică o cifră. Se poate compara cu scrierea de numere cu ajutorul bețelor de chibrit.

## Funcționare[2]
Fiecare dintre aceste segmente are două stări posibile pentru afișare, fie ca acestea să fie activate, deci aprinse, sau neactivate, deci stinse, în felul acesta putându-se afișa cifrele de la 0 la 9. 
Segmentele grafice ale unui afișaj cu 7 segmente pot să fie realizate cu ajutorul unor tehnologii diverse, în funcție de modul de utilizare al afișajelor. Se pot fabrica elemente de afișaj bazate pe tuburi cu descărcări în gaze, tuburi florescente, diode luminoase, filamente incandescente, cristale lichide.

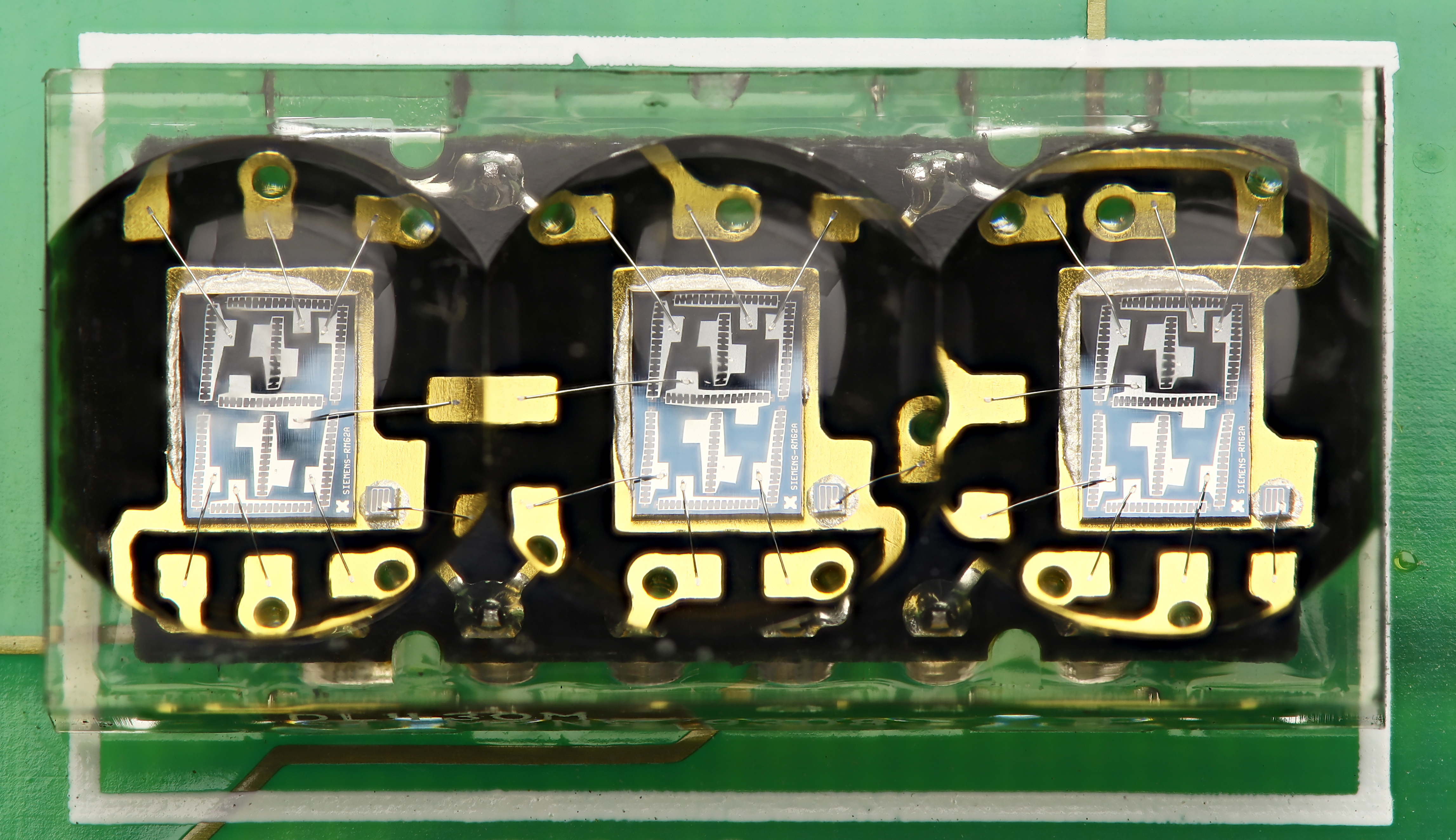
Un afișaj de tip 7 segmente cu trei cifre, realizat cu LED-uri

Aceste afișaje pot să fie realizate ca dispozitive independente pentru a afișa o singură cifră, sau mai multe cifre, la rândul lor grupate pe un numar de linii sau coloane, în funcție de aplicații.
Numerele de afișat sunt trimise ca modelul lor binar echivalent (care este în general pe 4 biți), codificate  Binary Coded Decimal (BCD). 
Dispozitivele de afișare cu 7 segmente tradiționale nu conțin circuite electronice înglobate și necesită un dispozitiv exterior, care să facă conversia de la BCD la grafica aferentă pentru afișarea pe 7 segmente. 

### Afișaje cu LED-uri

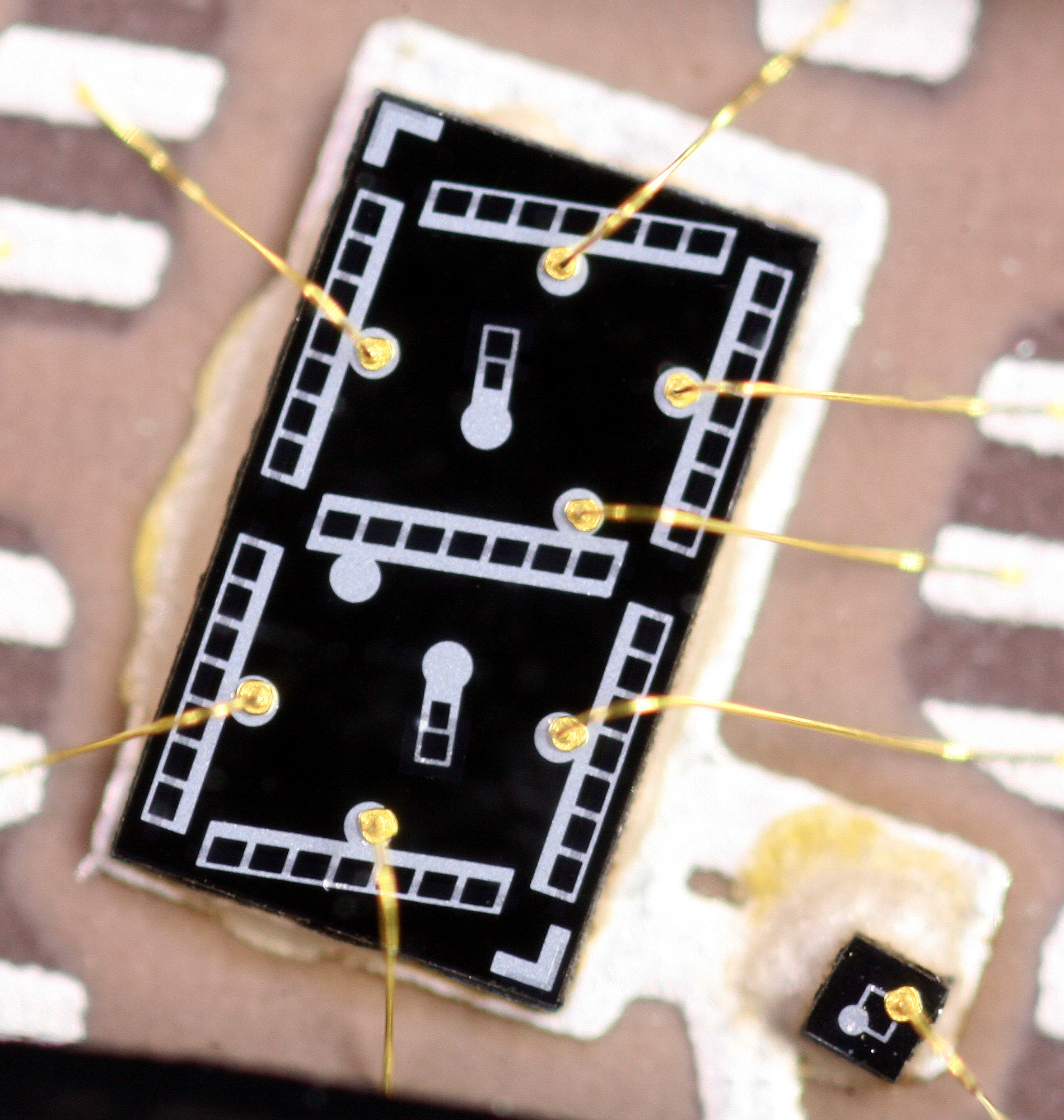
Detalii pentru un element de afișare de tip LED cu 7 segmente și punct zecimal.

La aceste tipuri de afișaje segmentele care compun modelul grafic sunt iluminate cu ajutorul unor diode emițătoare de lumină (LED-uri). În  general, pentru iluminarea unui segment, se utilizează un singur LED, dar la dimensiuni mai mari ale segmentelor se pot utiliza și mai multe LED-uri. Există o convenție de notare a celor 7 segmente cu litere de la a la g. Primul segment, notata cu a,  este cel din partea de sus, apoi se face notarea în sensul acelor de ceas, iar segmentul de mijloc se notează cu g. Pentru afișajele care utilizează și un punct, acesta este notat cu dp (abreviere din limba engleza - decimal point= punct zecimal).
Pentru a minimiza numărul de conexiuni exterioare necesare afișajului, LED-urile au un punct comun. În funcție de modul de conectarea la punctul comun, cu anodul sau catodul LED-urilor, afișajele sunt grupate în două categorii:
- Cu anod comun.
- Cu catod comun.

Mai jos sunt câteva exemple:
- Dacă sunt activate toate segmentele se formează cifra "8".
- Dacă sunt activate doar segmentele "a, b, c, d, e, f" se formează cifra "0".
- Dacă sunt activate doar segmentele "a, b, g, e, d" se formează cifra "2".
- Dacă sunt activate doar segmentele "b, c, f, g" se formează cifra "4".

De multe ori este necesar și un al optulea segment, notat cu dp (din limba engleza - decimal point= punct zecimal).

Segmente și identificare.

- Pentru tipul de afișaj cu anod comun, toate legăturile de la anodul LED-urilor sunt conectate intern la un pin comun, pentru a fi conectate în exterior la potențialul pozitiv (nivel logic "1"). Aprinderea individuală a fiecărui segment este realizată prin aplicarea unui potențial negativ (nivel "0") pentru pinul corespunzător segmentului, cu precizarea că este necesară și o rezistență pentru limitarea curentului consumat de fiecare LED.

- La tipul afișajele de tip catod comun, toți catozii de LED-uri sunt uniți intern la un terminal comun pentru a fi conectați în exterior la potențialul negativ (nivel "0"). Aprinderea individuală a fiecărui segment se va face prin aplicarea unui potențial pozitiv (nivel "1"), similar printr-o rezistență de limitare a curentului.

În general, afișajele cu anod comun sunt mai populare, deoarece cele mai multe circuite logice pot absorbi mai mult curent decât pot acestea furniza.

## Circuite integratefolosite pentru a controla un afișaj
Pentru a controla un afișaj se folosesc de obicei circuite integrate cu rolul de decodificare de la codurile BCD la caracterele grafice necesare pentru a putea fi   afișate.
Un exemplu de circuit TTL  este seria 7447, un circuit integrat ce poate forma numere de la 0 la 9 după cum primeste codul BCD la pinii de intrare.
Există și alte circuite mai complexe sau cu caracteristici specifice, funcție de tipul de afisaj, cu LED-uri, cristale lichide sau tuburi cu descărcare în gaze.

## Caractere

Sistemul hexadecimal în șapte segmente.

Sistemul de șapte segmente este conceput pentru numere, nu și pentru litere, de aceea dacă este utilizat și pentru a afișa codul hexazecimale, unele litere nu sunt compatibile și sunt ușor de a fi confundate cu un număr, sau uneori nu se pot distinge. În următorul tabel sunt date numerele și literele alfabetului latin.

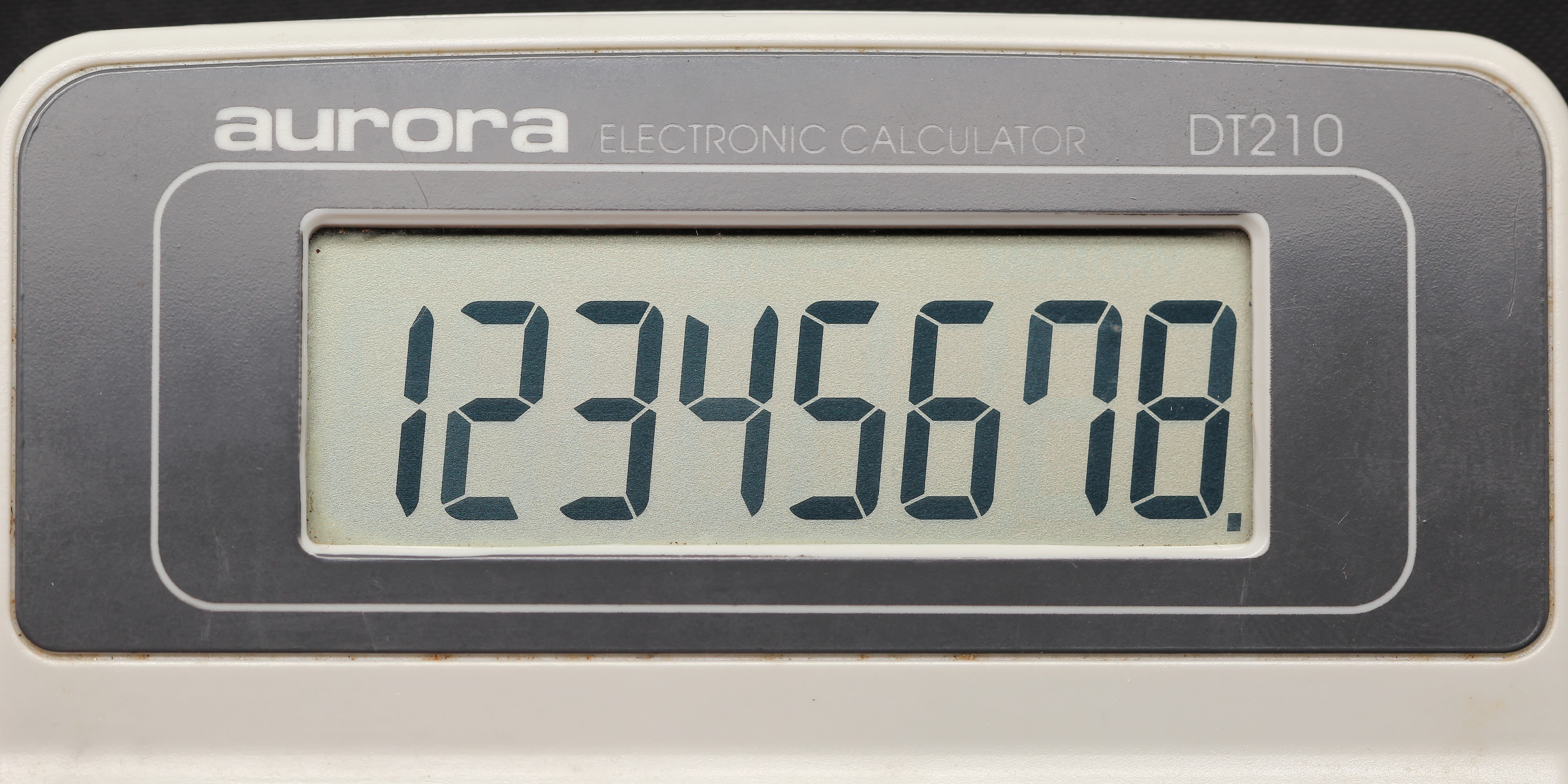
Ecran de calculator cu afișaj pe bază de cristale lichide cu afișare tip 7 segmente.

| Digit | gfedcba | abcdefg | a   | b   | c   | d   | e   | f   | g   |
| ----- | ------- | ------- | --- | --- | --- | --- | --- | --- | --- |
| 0     | 0×3F    | 0×7E    | on  | on  | on  | on  | on  | on  | off |
| 1     | 0×06    | 0×30    | off | on  | on  | off | off | off | off |
| 2     | 0×5B    | 0×6D    | on  | on  | off | on  | on  | off | on  |
| 3     | 0×4F    | 0×79    | on  | on  | on  | on  | off | off | on  |
| 4     | 0×66    | 0×33    | off | on  | on  | off | off | on  | on  |
| 5     | 0×6D    | 0×5B    | on  | off | on  | on  | off | on  | on  |
| 6     | 0×7D    | 0×5F    | on  | off | on  | on  | on  | on  | on  |
| 7     | 0×07    | 0×70    | on  | on  | on  | off | off | off | off |
| 8     | 0×7F    | 0×7F    | on  | on  | on  | on  | on  | on  | on  |
| 9     | 0×6F    | 0×7B    | on  | on  | on  | on  | off | on  | on  |
| A     | 0×77    | 0×77    | on  | on  | on  | off | on  | on  | on  |
| b     | 0×7C    | 0×1F    | off | off | on  | on  | on  | on  | on  |
| C     | 0×39    | 0×4E    | on  | off | off | on  | on  | on  | off |
| d     | 0×5E    | 0×3D    | off | on  | on  | on  | on  | off | on  |
| E     | 0×79    | 0×4F    | on  | off | off | on  | on  | on  | on  |
| F     | 0×71    | 0×47    | on  | off | off | off | on  | on  | on  |

|      | 1 · 1 | 2   | 3    | 4     | 5     | 6 · 6 | 7 · 7 | 8   | 9 · 9 |
| Zero | Unu   | Doi | Trei | Patru | Cinci | Șase  | Șapte | Opt | Nouă  |

| A · a/@ · a · @ | b · b · B         | C · c         | d · d · D             | E · e         | F/f                   | G · g | H · h                 | I · I       |
| A, a; @         | B, b              | C, c          | D, d                  | E, e          | F, f                  | G, g  | H, h                  | I, i        |
| J · J · J · j   | K · K · K · K · k | L · l · l · l | M/m · M/m · M/m · M/m | N · n · N     | N                     | O · o | P/p                   | q · Q       |
| J, j            | K, k              | L, l          | M, m                  | N, n          | Ñ, ñ                  | O, o  | P, p                  | Q, q        |
| r · r · R       | S/s · S · ſ       | t · t · T · T | U · u                 | V · v · V · v | W/w · W/w · W/w · W/w | X · X | Y/y · Y/y · Y/y · Y/y | Z/z · Z · z |
| R, r            | S, s, ſ           | T, t          | U, u                  | V, v          | W, w                  | X, x  | Y, y                  | Z, z        |

| Α         | Β · Β/β           | Γ           | δ · δ · Δ     | Ε/ε     | Ζ       | Η       | Θ/θ · θ · θ · θ |
| Α, α      | Β, β              | Γ, γ        | Δ, δ          | Ε, ε    | Ζ, ζ    | Η, η    | Θ, θ            |
| Ι · Ι · ι | Κ                 | Λ/λ · λ · Λ | μ · Μ · Μ · Μ | Ν · ν   | Ξ       | Ο · ο   | Π · Π · π       |
| Ι, ι      | Κ, κ              | Λ, λ        | Μ, μ          | Ν, ν    | Ξ, ξ    | Ο, ο    | Π, π            |
| Ρ/ρ       | Σ/Ϲ/ϲ · Σ · ς · σ | τ · Τ       | Υ/υ · Υ · υ   | Φ/φ · Φ | Χ/χ · χ | Ψ/ψ · ψ | Ω               |
| Ρ, ρ      | Σ, σ, ς, Ϲ, ϲ     | Τ, τ        | Υ, υ          | Φ, φ    | Χ, χ    | Ψ, ψ    | Ω, ω            |